# Kevin Kerslake
Kevin Kerslake är en amerikansk regissör, som främst arbetar med musikvideor och ibland även reklamfilmer och musikdokumentärer. Han var med i ett antal Warren Miller-filmer under sina tonår och valde kort efter detta att börja göra sina egna filmer. Kerslake arbetade med Super 8-film för att göra surf-, skate-, skid- och snowboardsfilmer. Efter detta utbildade han sig inom film vid Loyola Marymount University i Kalifornien.
Kerslake har gjort musikvideor åt flera band och artister såsom Stone Temple Pilots, Filter, R.E.M., 311, Faith No More, Soundgarden, Bush, Green Day, Depeche Mode, The Smashing Pumpkins, Helmet, Nirvana, Sonic Youth, Rise Against, The Offspring, Throwing Muses och Atreyu. Han har även varit med och skapat musikdokumentärer som Nirvanas Live! Tonight! Sold Out!! och Ramones We're Outta Here!.
Kerslake har även gjort reklamfilmer för företag såsom Nike, AT&T, Coca-Cola och Quiksilver.